# Suzuki GS 500
La GS500 est une moto produite par le constructeur japonais Suzuki. C'est un roadster, qui se décline en deux versions : E pour la version non carénée, et F pour la version carénée.

## Historique
Source.

### 1989-2000: GS500E

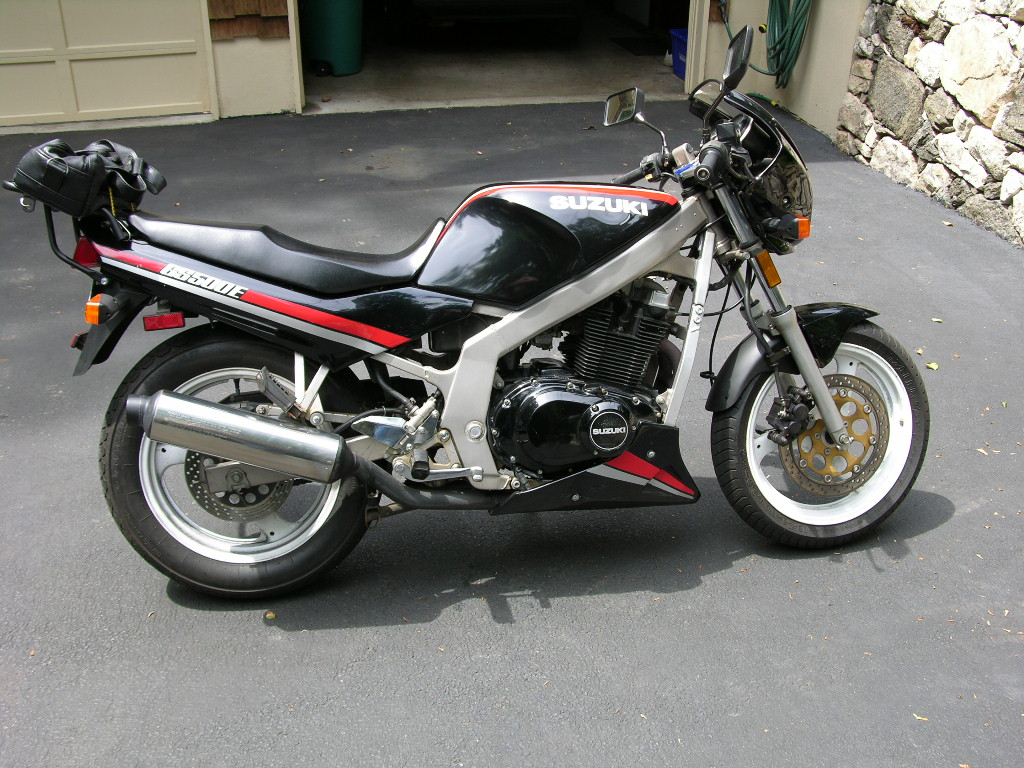
Une Suzuki GS500E avec un sabot moteur.

La GS500E reprend le bicylindre vertical à quatre temps à deux soupapes par cylindre de la GS450E, lui-même extrapolé de la GS400, avec une cylindrée portée à 487 cm3 (par augmentation de l'alésage). Les dernières évolutions, hormis l'intégralité de la partie-cycle et de l'habillage, sont : les carburateurs à dépression Mikuni de 33 mm BST33SS (SlingShot), un vilebrequin monobloc monté sur demi-coussinets, la disparition du démarrage à kick-starter (qui n'est pas vraiment une évolution étant donné que la GS400 possédait déjà un démarreur électrique).

Les pistons bombés et les bougies mal centrées trahissent tout de même la conception ancienne du moteur (ce qui n'est pas le cas sur la GSX400E à huit soupapes). Un moteur à deux soupapes par cylindre développe plus de couple à bas régime et donne de meilleures reprises qu'un quatre soupapes par cylindre, ce qui fait le charme de la motorisation de la GS500E.
De 1993 à 1995, une version carénée est commercialisée en France.
La GS500E est dotée en 1998 d'une nouvelle rampe de carburateurs et d'un contacteur de béquille latérale.
L'année 2000 marque ses dernières évolutions avec un nouveau phare avant et l'apparition d'un guidon unique monté avec deux brides.

### 2001: GS500 (H)
En 2001, la GS500 perd son E. Pour sa douzième année de commercialisation, la GS500 s'offre un lifting. Les principales modifications sont d'ordre esthétique. Elle emprunte son feu arrière à la Honda Hornet, la selle est redessinée ainsi que les flancs de carénage. Les arêtes du réservoir sont adoucies et celui-ci gagne 2 litres (19 litres). Les demi-guidons sont abandonnés au profit d'un guidon plus haut et plus large, pour plus de maniabilité (n'en déplaise aux sportifs). Apparition de protège-joints SPI de fourche. Les jantes deviennent gris clair. Le moteur est toujours identique, ainsi que la partie-cycle. Un carénage est parfois disponible en option Suzuki.

En 2002, les jantes deviennent noires.

En 2004, malgré les nouvelles normes anti-pollution et la disparition de dizaines de modèles de moto, la GS500 reste au catalogue en Europe. Aux États-Unis, la commercialisation est stoppée en 2003.

### 2004: GS500F

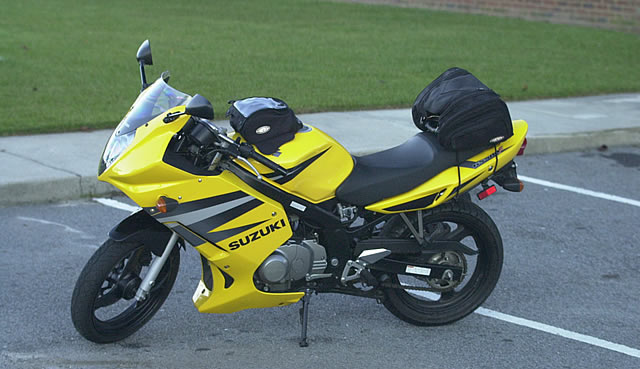
Une Suzuki GS500F.

En 2004, la GS500 gagne un carénage et devient la « GS500F ». Elle gagne aussi un radiateur d'huile censé améliorer le refroidissement des chemises et résoudre le problème d'ovalisation des cylindres et de consommation d'huile. Elle reçoit un échappement catalysé pour passer les normes anti-pollution Euro 2. Enfin, cette dernière est fabriquée à présent en Espagne. Les étriers de frein sont maintenant des APracing (marque espagnole). L'échappement devient catalytique, ce qui fait perdre un peu de puissance, et le poids total est à la hausse.

À noter que la GS500 version roadster est toujours disponible.
Les GS500 nues et carénées sont retirées du catalogue du constructeur à la fin de l'année 2007.

## Description des modèles
Quelques modifications/évolutions au cours des années de sa commercialisation :
- 1990 : les jantes, anciennement de 16 pouces, passent à 17 pouces ;
- 1992 : réglage en précontrainte des ressorts sur la fourche. Carénage disponible en option à l'initiative de Suzuki France ;
- 1995 : le carénage évolue pour un modèle mieux fini et à double optique plus puissant ;
- 1996 : les jantes et le cadre sont gris foncé. L'étrier de frein avant change et les deux pistons sont maintenant identiques ;
- 1997 : le cadre redevient gris clair mais les jantes restent grises ;
- 1998 : les carburateurs évoluent pour des modèles de 34 mm à capteurs électroniques ;
- 2001 : « nouveau » modèle.

Pour les reconnaître :
- de 1989 à 1995 : moteur noir / cadre gris clair / jantes blanches, puissance 30,1 kW ; rapport poids/puissance : 0,164 ;
- en 1996 : moteur noir / cadre gris foncé / jantes gris foncé, puissance 29,4 kW ; rapport poids/puissance : 0,156 ;
- de 1997 à 2000 : moteur alu / cadre gris clair / jantes gris foncé, puissance 35,1 kW ;
- en 2001 : moteur alu / cadre gris clair / jantes gris clair ;
- de 2002 à 2003 : moteur alu / cadre gris clair / jantes noires ;
- de 2004 à 2007 : moteur alu / cadre noir / jantes noires.